# Specifikáció programtervezési minta

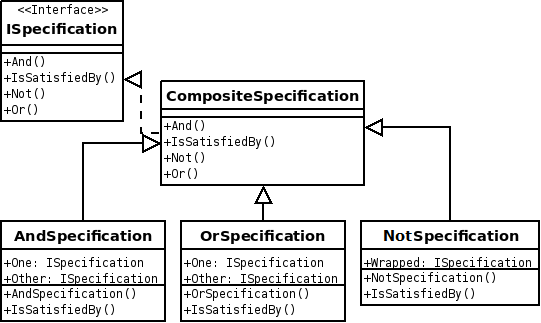
A specifikáció programtervezési minta UML-osztálydiagramja

A számítástudományban a specifikáció programtervezési minta egy olyan minta, amelynek üzleti szabályai kombinálhatók egymással a logika szabályai szerint. A mintát gyakran használják a tartományvezérelt fejlesztésben. Nem tévesztendő össze a program specifikációjával, ami azt írja le, hogy a programnak mit kell tudni.
A specifikáció tervminta üzleti szabályt vázol, ami kombinálható más üzleti szabályokkal. Ebben a mintában az üzleti logika egy egysége funkcionalitását az összetett specifikáció (Composite Specification) absztrakt aggregátumból örökli. Az összetett specifikációnak van egy IsSatisfiedBy logikai függvénye. Példányosítás után A specifikációt összeláncolják más specifikációkkal, így az új specifikációk könnyen karbantarthatók, de jól konfigurálhatók. Továbbá példányosítva metódushívással vagy a kontroll megfordításával megváltoztatja az állapotát, így egy másik osztály delegáltjává válik.

## Kódpéldák

### C#
Egy C# kódpélda:
```
    
public
 
interface
 
ISpecification

    
{

        
bool
 
IsSatisfiedBy
(
object
 
candidate
);

        
ISpecification
 
And
(
ISpecification
 
other
);

        
ISpecification
 
AndNot
(
ISpecification
 
other
);

        
ISpecification
 
Or
(
ISpecification
 
other
);

        
ISpecification
 
OrNot
(
ISpecification
 
other
);

        
ISpecification
 
Not
();

    
}

    
public
 
abstract
 
class
 
CompositeSpecification
 
:
 
ISpecification
 

    
{

        
public
 
abstract
 
bool
 
IsSatisfiedBy
(
object
 
candidate
);

        
public
 
ISpecification
 
And
(
ISpecification
 
other
)
 

        
{

            
return
 
new
 
AndSpecification
(
this
,
 
other
);

        
}

        
public
 
ISpecification
 
AndNot
(
ISpecification
 
other
)
 

        
{

            
return
 
new
 
AndNotSpecification
(
this
,
 
other
);

        
}

        
public
 
ISpecification
 
Or
(
ISpecification
 
other
)
 

        
{

            
return
 
new
 
OrSpecification
(
this
,
 
other
);

        
}

        
public
 
ISpecification
 
OrNot
(
ISpecification
 
other
)
 

        
{

            
return
 
new
 
OrNotSpecification
(
this
,
 
other
);

        
}

        
public
 
ISpecification
 
Not
()
 

        
{

           
return
 
new
 
NotSpecification
(
this
);

        
}

    
}

    
public
 
class
 
AndSpecification
 
:
 
CompositeSpecification
 

    
{

        
private
 
ISpecification
 
leftCondition
;

        
private
 
ISpecification
 
rightCondition
;

        
public
 
AndSpecification
(
ISpecification
 
left
,
 
ISpecification
 
right
)
 

        
{

            
leftCondition
 
=
 
left
;

            
rightCondition
 
=
 
right
;

        
}

        
public
 
override
 
bool
 
IsSatisfiedBy
(
object
 
candidate
)
 

        
{

            
return
 
leftCondition
.
IsSatisfiedBy
(
candidate
)
 
&&
 
rightCondition
.
IsSatisfiedBy
(
candidate
);

        
}

    
}

    
public
 
class
 
AndNotSpecification
 
:
 
CompositeSpecification
 

    
{

        
private
 
ISpecification
 
leftCondition
;

        
private
 
ISpecification
 
rightCondition
;

        
public
 
AndNotSpecification
(
ISpecification
 
left
,
 
ISpecification
 
right
)
 

        
{

            
leftCondition
 
=
 
left
;

            
rightCondition
 
=
 
right
;

        
}

        
public
 
override
 
bool
 
IsSatisfiedBy
(
object
 
candidate
)
 

        
{

            
return
 
leftCondition
.
IsSatisfiedBy
(
candidate
)
 
&&
 
rightCondition
.
IsSatisfiedBy
(
candidate
)
 
!=
 
true
;

        
}

    
}

    
public
 
class
 
OrSpecification
 
:
 
CompositeSpecification

    
{

        
private
 
ISpecification
 
leftCondition
;

        
private
 
ISpecification
 
rightCondition
;

        
public
 
OrSpecification
(
ISpecification
 
left
,
 
ISpecification
 
right
)
 

        
{

            
leftCondition
 
=
 
left
;

            
rightCondition
 
=
 
right
;

        
}

        
public
 
override
 
bool
 
IsSatisfiedBy
(
object
 
candidate
)
 

        
{

            
return
 
leftCondition
.
IsSatisfiedBy
(
candidate
)
 
||
 
rightCondition
.
IsSatisfiedBy
(
candidate
);

        
}

    
}

    
public
 
class
 
OrNotSpecification
 
:
 
CompositeSpecification

    
{

        
private
 
ISpecification
 
leftCondition
;

        
private
 
ISpecification
 
rightCondition
;

        
public
 
OrNotSpecification
(
ISpecification
 
left
,
 
ISpecification
 
right
)
 

        
{

            
leftCondition
 
=
 
left
;

            
rightCondition
 
=
 
right
;

        
}

        
public
 
override
 
bool
 
IsSatisfiedBy
(
object
 
candidate
)
 

        
{

            
return
 
leftCondition
.
IsSatisfiedBy
(
candidate
)
 
||
 
rightCondition
.
IsSatisfiedBy
(
candidate
)
 
!=
 
true
;

        
}

    
}

    
public
 
class
 
NotSpecification
 
:
 
CompositeSpecification
 

    
{

        
private
 
ISpecification
 
Wrapped
;

        
public
 
NotSpecification
(
ISpecification
 
x
)
 

        
{

            
Wrapped
 
=
 
x
;

        
}

        
public
 
override
 
bool
 
IsSatisfiedBy
(
object
 
candidate
)
 

        
{

            
return
 
!
Wrapped
.
IsSatisfiedBy
(
candidate
);

        
}

    
}

```

### C# 6.0 generikusokkal
```
    
public
 
interface
 
ISpecification
<
T
>

    
{

        
bool
 
IsSatisfiedBy
(
T
 
candidate
);

        
ISpecification
<
T
>
 
And
(
ISpecification
<
T
>
 
other
);

        
ISpecification
<
T
>
 
AndNot
(
ISpecification
<
T
>
 
other
);

        
ISpecification
<
T
>
 
Or
(
ISpecification
<
T
>
 
other
);

        
ISpecification
<
T
>
 
OrNot
(
ISpecification
<
T
>
 
other
);

        
ISpecification
<
T
>
 
Not
();

    
}

    
public
 
abstract
 
class
 
LinqSpecification
<
T
>
 
:
 
CompositeSpecification
<
T
>

    
{

        
public
 
abstract
 
Expression
<
Func
<
T
,
 
bool
>>
 
AsExpression
();

        
public
 
override
 
bool
 
IsSatisfiedBy
(
T
 
candidate
)
 
=>
 
AsExpression
().
Compile
()(
candidate
);

    
}

    
public
 
abstract
 
class
 
CompositeSpecification
<
T
>
 
:
 
ISpecification
<
T
>

    
{

        
public
 
abstract
 
bool
 
IsSatisfiedBy
(
T
 
candidate
);

        
public
 
ISpecification
<
T
>
 
And
(
ISpecification
<
T
>
 
other
)
 
=>
 
new
 
AndSpecification
<
T
>
(
this
,
 
other
);

        
public
 
ISpecification
<
T
>
 
AndNot
(
ISpecification
<
T
>
 
other
)
 
=>
 
new
 
AndNotSpecification
<
T
>
(
this
,
 
other
);

        
public
 
ISpecification
<
T
>
 
Or
(
ISpecification
<
T
>
 
other
)
 
=>
 
new
 
OrSpecification
<
T
>
(
this
,
 
other
);

        
public
 
ISpecification
<
T
>
 
OrNot
(
ISpecification
<
T
>
 
other
)
 
=>
 
new
 
OrNotSpecification
<
T
>
(
this
,
 
other
);

        
public
 
ISpecification
<
T
>
 
Not
()
 
=>
 
new
 
NotSpecification
<
T
>
(
this
);

    
}

    
public
 
class
 
AndSpecification
<
T
>
 
:
 
CompositeSpecification
<
T
>

    
{

        
ISpecification
<
T
>
 
left
;

        
ISpecification
<
T
>
 
right
;

        
public
 
AndSpecification
(
ISpecification
<
T
>
 
left
,
 
ISpecification
<
T
>
 
right
)

        
{

            
this
.
left
 
=
 
left
;

            
this
.
right
 
=
 
right
;

        
}

        
public
 
override
 
bool
 
IsSatisfiedBy
(
T
 
candidate
)
 
=>
 
left
.
IsSatisfiedBy
(
candidate
)
 
&&
 
right
.
IsSatisfiedBy
(
candidate
);

    
}

    
public
 
class
 
AndNotSpecification
<
T
>
 
:
 
CompositeSpecification
<
T
>

    
{

        
ISpecification
<
T
>
 
left
;

        
ISpecification
<
T
>
 
right
;

        
public
 
AndNotSpecification
(
ISpecification
<
T
>
 
left
,
 
ISpecification
<
T
>
 
right
)

        
{

            
this
.
left
 
=
 
left
;

            
this
.
right
 
=
 
right
;

        
}

        
public
 
override
 
bool
 
IsSatisfiedBy
(
T
 
candidate
)
 
=>
 
left
.
IsSatisfiedBy
(
candidate
)
 
&&
 
right
.
IsSatisfiedBy
(
candidate
)
 
!=
 
true
;

    
}

    
public
 
class
 
OrSpecification
<
T
>
 
:
 
CompositeSpecification
<
T
>

    
{

        
ISpecification
<
T
>
 
left
;

        
ISpecification
<
T
>
 
right
;

        
public
 
OrSpecification
(
ISpecification
<
T
>
 
left
,
 
ISpecification
<
T
>
 
right
)

        
{

            
this
.
left
 
=
 
left
;

            
this
.
right
 
=
 
right
;

        
}

        
public
 
override
 
bool
 
IsSatisfiedBy
(
T
 
candidate
)
 
=>
 
left
.
IsSatisfiedBy
(
candidate
)
 
||
 
right
.
IsSatisfiedBy
(
candidate
);

    
}

    
public
 
class
 
OrNotSpecification
<
T
>
 
:
 
CompositeSpecification
<
T
>

    
{

        
ISpecification
<
T
>
 
left
;

        
ISpecification
<
T
>
 
right
;

        
public
 
OrNotSpecification
(
ISpecification
<
T
>
 
left
,
 
ISpecification
<
T
>
 
right
)

        
{

            
this
.
left
 
=
 
left
;

            
this
.
right
 
=
 
right
;

        
}

        
public
 
override
 
bool
 
IsSatisfiedBy
(
T
 
candidate
)
 
=>
 
left
.
IsSatisfiedBy
(
candidate
)
 
||
 
right
.
IsSatisfiedBy
(
candidate
)
 
!=
 
true
;

    
}

    
public
 
class
 
NotSpecification
<
T
>
 
:
 
CompositeSpecification
<
T
>

    
{

        
ISpecification
<
T
>
 
other
;

        
public
 
NotSpecification
(
ISpecification
<
T
>
 
other
)
 
=>
 
this
.
other
 
=
 
other
;

        
public
 
override
 
bool
 
IsSatisfiedBy
(
T
 
candidate
)
 
=>
 
!
other
.
IsSatisfiedBy
(
candidate
);

    
}

```

## Példa a használatra
A következő példában hívásokat küldünk a kollekció ügynökségnek, ha:
- a hívás esedékes
- az értesítések el lettek küldve
- nincsenek meg a kollekció ügynökségnél.

A példa a logika láncolásának végeredményét mutatja be.
A felhasználó feltételez egy már korábban használt OverdueSpecification osztályt, ami igazat mutat, ha a hívási dátum legalább 30 napos, egy NoticeSentSpecification osztályt, ami igazat mutat, ha három értesítést elküldtek, és egy InCollectionSpecification osztályt, ami igazat mutat, ha már küldték a hívást. Ezeknek az implementációja itt nem érdekes.
Ezekkel létrehozunk egy újabb specifikáció osztályt, aminek neve SendToCollection, ami akkor igaz, ha a fenti három feltétel teljesül.
```
var
 
OverDue
 
=
 
new
 
OverDueSpecification
();

var
 
NoticeSent
 
=
 
new
 
NoticeSentSpecification
();

var
 
InCollection
 
=
 
new
 
InCollectionSpecification
();

// example of specification pattern logic chaining

var
 
SendToCollection
 
=
 
OverDue
.
And
(
NoticeSent
).
And
(
InCollection
.
Not
());

var
 
InvoiceCollection
 
=
 
Service
.
GetInvoices
();

foreach
 
(
var
 
currentInvoice
 
in
 
InvoiceCollection
)
 
{

    
if
 
(
SendToCollection
.
IsSatisfiedBy
(
currentInvoice
))
  
{

        
currentInvoice
.
SendToCollection
();

    
}

}

```

## Kritika
A specifikáció minta tekinthető programtervezési antimintának is:
- Cargo kultusz antiminta: A mintának nincsenek jó definiált céljai, hiányoznak az útmutatások is, hogy mikor használjuk és mikor ne. Lásd még: Az eszköz törvénye (arany kalapács).
- Belső platform hatás: A logikai függvények C#-ban duplikálják a már meglevő alsóbb szintű logikai műveleteket. Lásd még: A kerék újrafeltalálása.
- Spagetti kód antiminta: Mivel a minta a specifikáció minden részéhez más osztályt definiál, a kód töredezettségét okozza, mivel azt is szétbontja, ami összetartozik. A fenti példában az OverDue egy extra réteg a SendToCollection és az OverDueSpecification között.

A legtöbb programozási nyelv az alapvető objektumorientált fogalmakkal természetesen alkalmazkodik a tartományvezérelt fejlesztéshez.
A példa a specifikáció minta nélkül:
```
var
 
InvoiceCollection
 
=
 
Service
.
GetInvoices
();

foreach
 
(
var
 
invoice
 
in
 
InvoiceCollection
)
 
invoice
.
SendToCollectionIfNecessary
();

// Invoice methods:

public
 
void
 
SendToCollectionIfNecessary
()

{

    
if
 
(
ShouldSendToCollection
())
 
SendToCollection
();

}

private
 
bool
 
ShouldSendToCollection
()
 
=>
 
currentInvoice
.
OverDue
 
&&
 
currentInvoice
.
NoticeSent
 
&&
 
!
currentInvoice
.
InCollection
;

```

Ez az alternatíva csak a következőket használja: csak olvasható tulajdonságok, feltétellogika és függvények. Itt akulcs alternatíva a csak olvasható tulajdonságok, amelyekl jól elnevezve támogatják a tartományvezérelt fejlesztést, és a specifikáció által definiált logikai műveletek helyett a nyelvben már meglevő logikai műveleteket használja. Továbbá ergy jól elnevezett SendToCollectionIfNecessary függvény potenciálisan hasznosabb és még leíró is, jobban, mint a specifikációt használó példa, ami tartalmazott ugyan egy hasonló függvényt, de az nem kapcsolódott közvetlenül az objektumhoz.

## Fordítás
Ez a szócikk részben vagy egészben  a   Specification pattern című angol Wikipédia-szócikk fordításán alapul.  Az eredeti cikk szerkesztőit annak laptörténete sorolja fel. Ez a jelzés csupán a megfogalmazás eredetét és a szerzői jogokat jelzi, nem szolgál a cikkben szereplő információk forrásmegjelöléseként.